# نيكانور بارا
نيكانور سيغوندو بارا ساندوبال (بالإسبانية: Nicanor Segundo Parra Sandoval)‏ ـ (ولد في 5 سبتمبر 1914 - 23 يناير 2018) هو شاعر ورياضياتي وفيزيائي تشيلي، يعد من أهم الشعراء في تشيلي وأمريكا اللاتينية، ومن أبرز الشعراء الذين يكتبون بالإسبانية.
رُشح بارا أربع مرات للحصول على جائزة نوبل في الأدب، لكنه لم يفز بها، وفي 1 ديسمبر 2011، أُعلن عن فوز بارا بجائزة ميغيل دي ثيربانتس، أهم جائزة أدبية في العالم الناطق بالإسبانية، من وزارة الثقافة الإسبانية. وفي 7 يونيو 2012، فاز بارا بجائزة بابلو نيرودا الإيبيروأمريكية للشعر (بالإسبانية: Premio Iberoamericano de Poesía Pablo Neruda)‏.

## حياته
ولد بارا، ابناً لمعلم مدرسة، في عام 1914 في سان فابيان دي أليكو، تشيلي، بالقرب من تشيلان جنوب شيلي. حيث أتى من عائلة بارا الغزيرة فنياَ بالفنانين والموسيقيين والكتاب. وكانت شقيقته فيوليتا بارا، مغنية شعبية، وشقيقه روبرتو بارا ساندوفال مغني شعبي أيضاً.
في عام 1933، دخل المعهد التربوي في جامعة تشيلي، وأصبح في 1938 مؤهلاً كمعلم للرياضيات والفيزياء، وبعد عام واحد أصدر كتابه الأول بعنوان Cancionero sin Nombre. بعد التدريس في المدارس الثانوية التشيلية، وفي عام 1943 التحق في جامعة براون في الولايات المتحدة لدراسة الفيزياء. وفي 1948 التحق بجامعة أوكسفورد لدراسة علم الكونيات. ومن ثم عاد إلى شيلي كأستاذ في جامعة شيلي في عام 1946. ومنذ 1952 كان بارا أستاذاً في الفيزياء النظرية في سانتياغو سانتياغو وانتشر شعره في انكلترا وفرنسا وروسيا والمكسيك وكوبا والولايات المتحدة. ونشر عشرات الكتب.
اختار بارا أن يترك اتفاقيات الشعر ورائه، حيث تنبذ لغته الشعرية معظم أدب أمريكا اللاتينية وتبني لهجة أكثر عامية. كانت مجموعته الأولى في 1954، Poemas y Antipoemas كلاسيكية من أدب أمريكا اللاتينية، واعتبرت واحدة من أكثر مجموعات الشعر الإسباني تأثيراً في القرن العشرين. ويستشهد بها باعتبارها مصدر إلهام لأفضل الكتاب الأمريكيين مثل ألن غينسبرغ.

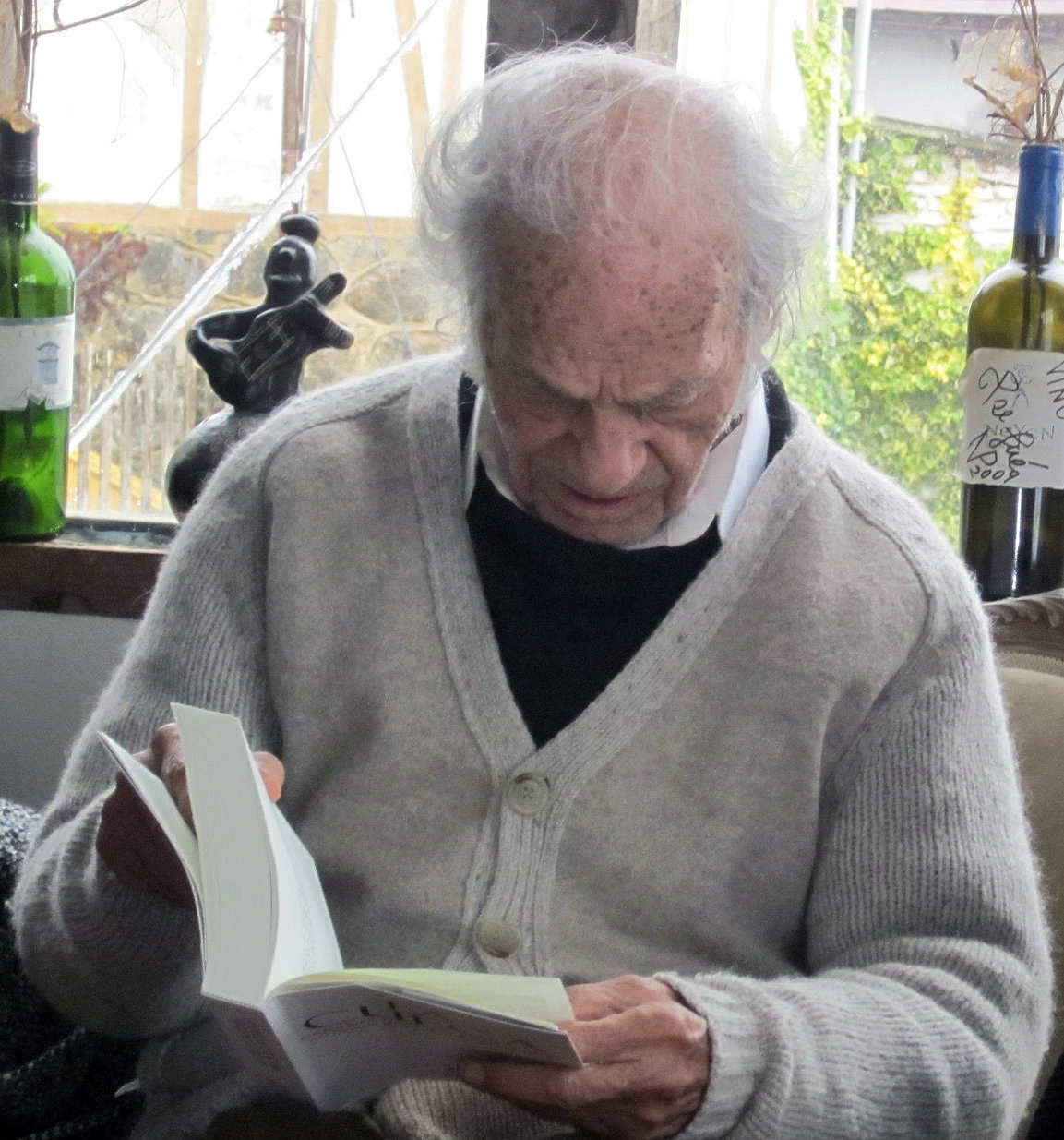
نيكانور بارا في عمر مائة

بلغ بارا 100 عاماً في سبتمبر 2014.

## قائمة الأعمال
- Cancionero sin nombre (Songbook without a Name)، في عام 1937.
- Poemas y antipoemas (Poems and Antipoems)، في عام 1954; Nascimento، في عام 1956; Cátedra، في عام 2005, (ردمك 978-84-376-0777-1)
- La cueca larga (The Long كويكا)، في عام 1958
- Versos de salón (Parlor Verses)، في عام 1962
- Manifiesto (Manifesto)، في عام 1963
- Canciones rusas (Russian Songs)، في عام 1967
- Obra gruesa (Thick Works)، في عام 1969
- Los profesores (The Teachers)، في عام 1971
- Artefactos (Artifacts)، في عام 1972
- Sermones y prédicas del Cristo de Elqui (Sermons and Teachings of the Christ of Elquí), 1977
- Nuevos sermones y prédicas del Cristo de Elqui (New Sermons and Teachings of the Christ of Elquí)، في عام 1979
- El anti-Lázaro (The Anti-Lazarus)، في عام 1981
- Plaza Sésamo (Sesame Street)، في عام 1981
- Poema y antipoema de Eduardo Frei (Poem and Antipoem of Eduardo Frei)، في عام 1982
- Cachureos, ecopoemas, guatapiques, últimas prédicas، في عام 1983
- Chistes parRa desorientar a la policía (Jokes to Confuse the Police)، في عام 1983
- Coplas de Navidad (Christmas Couplets)، في عام 1983
- Poesía política (Political Poetry)، في عام 1983
- Hojas de Parra (Grape Leaves / Pages of Parra (Spanish pun))، في عام 1985
- Nicanor Parra: biografía emotiva (Nicanor Parra: Emotional Biography), Ediciones Rumbos، في عام 1988
- Poemas para combatir la calvicie (Poems to Combat Baldness)، في عام 1993
- Páginas en blanco (White Pages)، في عام 2001
- Lear, Rey & Mendigo (Lear, King & Beggar)، في عام 2004
- Obras completas I & algo + (Complete Works I and Something More)، في عام 2006
- Discursos de Sobremesa (After Dinner Declarations)، في عام 2006
- Obras Completas II & algo + (Complete Works II and Something More)، في عام 2011
- Así habló Parra en El Mercurio, entrevistas dadas al diario chileno entre 1968 y 2007 (Thus Spoke Parra in El Mercurio, Interviews Given to the Chilean Newspaper Between 1968 and 2007)، في عام 2012
- El último apagón de luz (The last blackout)، في عام 2017

ترجمة باللغة الإنجليزية
- Poems and antipoems: حرره ميلر ويليامز. المترجمون: فرناندو أليجريا وآخرون. New Directions Pub. Corp.، في عام 1967
- Nicanor Parra: Poems and Antipoems, ed. David Unger, New Directions، في عام 1985, (ردمك 978-0-8112-0959-5)
- Antipoems: How to Look Better and Feel Great. Translator: Liz Werner. New Directions. 2004. ISBN:978-0-8112-1597-8.{{استشهاد بكتاب}}:  صيانة الاستشهاد: آخرون (link)
- After-Dinner Declarations. Translator: Dave Oliphant. Host. 2009. ISBN:978-0-924047-63-3.{{استشهاد بكتاب}}:  صيانة الاستشهاد: آخرون (link)

## جوائز
حصل على جوائز منها:
- جائزة ثيربانتس (2011)
- جائزة خوان رولفو للآداب لدول أمريكا اللاتينية ومنطقة البحر الكاريبي (1991)
- الجائزة الوطنية للآداب [الإنجليزية]‏ (1969)
- زمالة غوغنهايم.

## روابط خارجية
- نيكانور بارا على موقع الموسوعة البريطانية (الإنجليزية)
- نيكانور بارا على موقع مونزينجر (الألمانية)
- نيكانور بارا على موقع ميوزك برينز (الإنجليزية)